# Santo Stefano Ticino
Santo Stefano Ticino is een gemeente in de Italiaanse metropolitane stad Milaan (regio Lombardije) en telt 4011 inwoners (31-12-2004). De oppervlakte bedraagt 5,0 km², de bevolkingsdichtheid is 774 inwoners per km².

## Demografie
Santo Stefano Ticino telt ongeveer 1966 huishoudens. Het aantal inwoners steeg in de periode 1991-2001 met 5,2% volgens cijfers uit de tienjaarlijkse volkstellingen van ISTAT.
| Jaar | Inwoneraantal |
| ---- | ------------- |
| 1991 | 3679          |
| 2001 | 3870          |

## Geografie
Santo Stefano Ticino grenst aan de volgende gemeenten: Arluno, Ossona, Marcallo con Casone, Corbetta, Magenta.